# Махмутов, Анвар Анасович
Анвар Анасович Махмутов (род. 26 сентября 1955, Уфа, РСФСР, СССР) — российский политик, депутат Государственной Думы Федерального Собрания Российской Федерации 6-го созыва.

## Биография
Родился 26 сентября 1955 в Уфе. Окончил МГУ. С 1979 работал стажером-исследователем, младшим научным сотрудником в отделе физики и математики Башкирского филиала Академии наук.
С 1985 на воинской службе.
С 1996 — помощник мэра Уфы.
В 2010 возглавил администрацию президента Республики Башкортостан, с 2011 — заместитель Премьер-министра Правительства Республики Башкортостан.
Награждён медалями «За отличие в воинской службе» I и II степеней.

### Депутат Госдумы
4 декабря 2011 года избран в Государственную Думу 6-го созыва.

### Общественная деятельность
Возглавляет Федерацию настольного тенниса Республики Башкортостан в должности Председатель Совета ФНТ РБ.
Президент АНО ФКиС «Баш клуб настольного тенниса».